# Kaliumoxid
Kaliumoxid (K2O) är en kemisk förening av kalium och syre.

## Egenskaper
Det är en starkt basisk oxid som i kontakt med vatten bildar kaliumhydroxid, och är därför svår att isolera i ren form. Vid ca 350 °C sönderfaller den till kaliumperoxid (K2O2) och rent kalium.

## Framställning
Kaliumoxid kan framställas genom att blanda kaliumperoxid och kalium.
{\displaystyle {\rm {K_{2}O_{2}+2\ K\rightarrow 2\ K_{2}O}}}
Alternativt kan kaliumnitrat användas i stället för kaliumperoxid.
{\displaystyle {\rm {2\ KNO_{3}+10\ K\rightarrow 6\ K_{2}O+N_{2}}}}